# James McLamore
James Withman McLamore (New York, 30 maggio 1926 – Coral Gables, 8 agosto 1996) è stato un imprenditore statunitense che, insieme al socio in affari David Edgerton, ha fondato la catena di fast food Burger King.

## Biografia
James nacque a New York nel 1926 e, nel 1941, iniziò a frequentare la Northfield Mount Hermon School, per poi iscriversi e laurearsi alla Cornell University. Nel 1957, insieme all'imprenditore David Edgerton, fondò la catena di fast food Burger King, della quale rimase a capo fino al 1976. Durante il suo pensionamento investì molto nel mercato azionario e scrisse la sua autobiografia, "The Burger King: A Whopper of a Story on Life and Leadership", per poi morire di cancro nel 1996, nella sua casa a Coral Gables.

## Opere
- "The Burger King: A Whopper of a Story on Life and Leadership", ISBN 978-1642502824.